# Eugenia hamiltonii
Eugenia hamiltonii är en myrtenväxtart som först beskrevs av Joáo Rodrigues de Mattos, och fick sitt nu gällande namn av Joáo Rodrigues de Mattos. Eugenia hamiltonii ingår i släktet Eugenia och familjen myrtenväxter. Inga underarter finns listade i Catalogue of Life.